# Katharina Sporrer
Katharina Sporrer (* 1986 in Wien) ist eine österreichische Theater- und Filmschauspielerin.

## Leben
Sporrer nahm ab 2006 bis 2011 Schauspielunterricht bei verschiedenen Schauspielcoaches in Wien (unter anderen Markus Kupferblum). Ab 2008 kamen noch Fortbildungen in einigen Einrichtungen in den USA dazu. Seit 2012 macht sie ein Schauspielstudium.
Sporrer wirkt seit 2005 in verschiedenen Theaterproduktionen mit. Im Stück Leonce & Lena übernahm sie die weibliche Titelrolle. Nach verschiedenen Stationen in Wien war sie 2011 im Kölner Atelier Theater und von 2014 bis 2015 im Platypus Theater Berlin zu sehen. Ihre Karriere im Filmschauspiel startete 2009 durch Rollen in mehreren Kurzfilmen und einer Episodenrolle in der Jugendserie dasbloghaus.tv im Jahr 2010. In den nächsten Jahren folgten weitere Besetzungen überwiegend in Kurzfilmen und einzelner Fernsehserien. 2017 hatte sie die Episodenrolle der Kate Hirschberg in der Fernsehserie Genius. Im selben Jahr war sie außerdem im Episodenspielfilm Der Traum von der Neuen Welt zu sehen.
Seit Oktober 2022 studiert sie Regie an der Hamburg Media School.

## Theater
- 2005: Leonce & Lena (Theater Spielraum)
- 2007: Closer (Vienna Theatre Project)
- 2008: Two Women & A Chair (Plaque Fringe Festival)
- 2011: Seelensplitter (Atelier Theater)
- 2014–2015: See You Later Navigator (Platypus Theater Berlin)

## Filmografie
- 2009: Abschlag (Kurzfilm)
- 2009: Man’s Best Choice (Kurzfilm)
- 2010: dasbloghaus.tv (Fernsehserie, Episode 1x22)
- 2012: Mira (Kurzfilm)
- 2012: Farrago (Kurzfilm)
- 2014: The Quest – Die Serie (Fernsehserie, Episode 1x01)
- 2014: Go with Le Flo
- 2016: The Finellis (Fernsehserie)
- 2016: Jake (Kurzfilm)
- 2016: Lostfriesland (Fernsehserie, Pilotfolge)
- 2016: Emetofobia (Mini-Fernsehserie, 3 Episoden)
- 2017: Mr. Rudolpho’s Jubilee
- 2017: Alpha Girl (Kurzfilm)
- 2017: 2Close2U
- 2017: Immigration Game
- 2017: Genius (Fernsehserie, Episode 1x06)
- 2017: Der Traum von der Neuen Welt
- 2018: Just Push Abuba (Fernsehserie, Episode 1x01)
- 2018: Liebesfilm
- 2018: Ouija Seance: The Final Game (Fernsehfilm)
- 2019: Refuge (Kurzfilm)
- 2019: Luisa (Kurzfilm)
- 2020: Chasing Paper Birds
- 2023: Landkrimi – Steirerangst (Fernsehreihe)